# 723
723 (DCCXXIII) fue un año común comenzado en viernes del calendario juliano, en vigor en aquella fecha.

## Acontecimientos
- San Bonifacio corta el roble de Thor de la aldea de Geismar (cerca de Fritzlar, Hesse), marcando el inicio de la conversión de la mayoría de las tribus germánicas al cristianismo.

## Nacimientos
- Arbeo, monje benedictino y obispo de Frisinga (fecha aproximada).
- Isonokami no Yakatsugu, noble japonés.

## Fallecimientos
- Adalbert, duque de Alsacia
- Ō no Yasumaro, escritor e historiador japonés.